# Paracinema
Genre
Paracinema est un genre de criquets appartenant à la famille des Acrididae, à la sous-famille des Oedipodinae.

## Liste des espèces
Selon BioLib (4 février 2025) :
- Paracinema acutipennis (I. Bolívar, 1914)
- Paracinema luculenta Karsch, 1896
- Paracinema tricolor (Thunberg, 1815)